# Maialen Lujanbio Zugasti
Maialen Lujanbio Zugasti (Hernani, Guipúscoa, 26 de novembre de 1976) és una bertsolari guipuscoana. Fou la primera dona a guanyar el Bertsolari Txapelketa Nagusia (Campionat Nacional de Bertsolaris), l'any 2009.
Llicenciada en Belles arts, l'any 2009 es va proclamar guanyadora del Bertsolari Txapelketa Nagusia, màxima competició del bertsolarisme, i va esdevenir la primera dona guardonada amb aquest premi. La seva victòria va acabar amb l'hegemonia d'Andoni Egaña, el màxim guardonat de la competició, amb quatre triomfs. L'any 2017 va tornar a ser la guanyadora de la txapela en aquesta competició.
Anteriorment, l'any 2003, havia guanyat el campionat de la seva província, Guipúscoa.
Lujanbio ha aportat diverses novetats al bertsolarisme: a més de la creació de noves tonades, destaca pel seu talent a l'hora de fer descripcions cinematogràfiques i crear històries en vers; dota els missatges d'uns detalls molt concrets. Actualment es dedica a la creació artística, tot i que la seva activitat principal és la improvisació oral.